# Bernardo di Stefano Rosselli

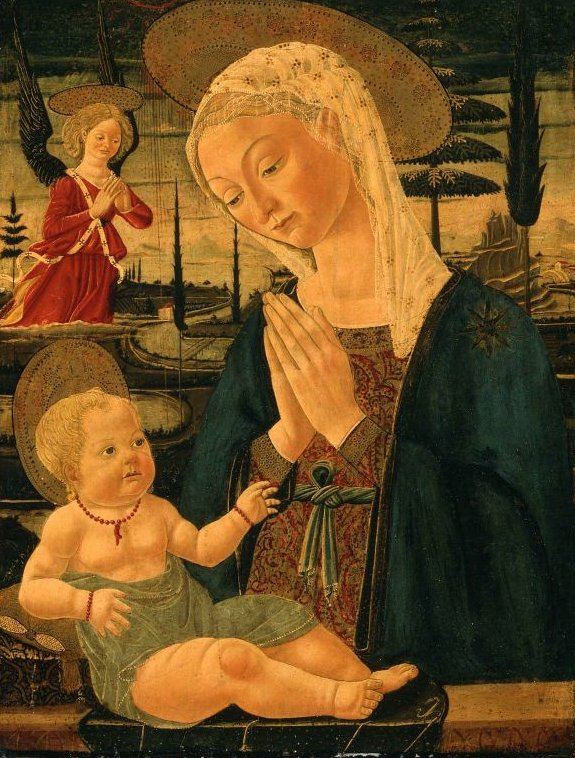
La Virgen con el Niño y un ángel, temple sobre tabla atribuido a Rosselli, Boston, Museo de Bellas Artes.

Bernardo di Stefano Rosselli (Florencia, 1450-1526) fue un pintor italiano.

## Biografía
Primo del más conocido Cosimo Rosselli, comenzó su formación en 1460 en el taller de Neri di Bicci. Entre 1488 y 1490 fue uno de los artistas encargados de pintar la sala de los Señores en el Palazzo Vecchio de Florencia. En 1499 se encuentra documentado que recibió una pago por un altar pintado para los Rucellai en la iglesia de San Pancracio de Florencia. 
Ciertas reminiscencias clásicas son reconocibles en algunas de sus obras, lo que ha hecho suponer un posible viaje a a Roma donde podría haber entrado en contacto con el arte antiguo y paleocristiano.
Su obra tiene como punto de partida los modelos de Filippo Lippi y de otros artistas menores como Jacopo del Sellaio o el Maestro della lunetta di via Romana, que algunos identifican con Roselli.